# 堀茂樹
堀 茂樹（ほり しげき、1952年1月29日 - ）は、日本の進歩的文化人、フランス文学・哲学研究者、翻訳家。
「オイコスの会」共同代表。慶應義塾大学名誉教授。専門は20世紀フランス思想を中心とする西洋思想史。アゴタ・クリストフ『悪童日記』など現代フランス文学の翻訳でも知られる。

## 経歴
滋賀県大津市生まれ。1974年、早稲田大学教育学部社会学専修卒業。1977年、慶應義塾大学大学院文学研究科修士課程修了。フランス政府給費留学生として渡仏し、1979年ソルボンヌ・ヌーヴェル大学高等研究課程（19世紀フランス文学〈オノレ・ド・バルザック〉）、及び1982年ソルボンヌ大学高等研究課程（20世紀フランス哲学〈ジュリアン・バンダ〉）修了。慶應義塾大学文学部助教授、2000年同総合政策学部助教授、2003年教授兼大学院政策・メディア研究科委員。
2017年3月18日、慶應義塾大学を退職。同大名誉教授。
1992年、『悪童日記』『ふたりの証拠』でBABEL国際翻訳大賞新人賞受賞。1993年、『第三の嘘』で同賞の大賞を受賞。その他に、NHKラジオフランス語講座の講師なども担当していた。

## 人物
- 2018年に上野千鶴子の「ジェンダー研究はフェミニズムのツール」発言を「社会運動の「為にする」のは邪道。」「道具化された真実は真実ではない」と批判している[6]。
- 「令和の政策ピボット」呼びかけ人の一人[7]。

## 著作

### 共編著
- 『グローバリズムが世界を滅ぼす』（エマニュエル・トッド,ハジュン・チャン（張夏準）,柴山桂太,中野剛志,藤井聡共著、文藝春秋、文春新書）2014年
- 『今だから小沢一郎と政治の話をしよう』（祥伝社） 2015年 - 小沢一郎との対談
- 『シャルリ・エブド事件を考える』（鹿島茂,関口涼子共編著、白水社） 2015年

### 翻訳
- 『わかれ路』（ポール・ギマール（フランス語版）、早川書房、ハヤカワ文庫） 1994年
- 『記憶のための殺人』（ディディエ・デナンクス（フランス語版）、草思社） 1995年
- 『ジェラール・フィリップ - 伝記』（ジェラール・ボナル、筑摩書房） 1996年
- 『鉄の薔薇』（ブリジット・オベール（フランス語版）、早川書房、ハヤカワ・ミステリ文庫） 1997年
- 『彼の奥さん』（エマニュエル・ベルナイム（フランス語版）、河出書房新社） 1997年
- 『ナポレオンの死』（シモン・レイ、東京創元社） 1997年
- 『幻の生活』（ダニエル・サルナーヴ（フランス語版）、河出書房新社） 1997年
- 『マーチ博士の四人の息子』（ブリジット・オベール、藤本優子共訳、早川書房、ハヤカワ・ミステリ文庫） 1997年
- 『「知」の欺瞞 - ポストモダン思想における科学の濫用』（アラン・ソーカル,ジャン・ブリクモン、田崎晴明,大野克嗣共訳、岩波書店） 2000年、のち岩波現代文庫）
- 『テオの旅』（カトリーヌ・クレマン（フランス語版）、高橋啓共訳、日本放送出版協会） 2002年
- 『「ドイツ帝国」が世界を破滅させる - 日本人への警告』（エマニュエル・トッド、文春新書） 2015年
- 『カンディード』（ヴォルテール、晶文社） 2016年
- 『シャルリとは誰か？ - 人種差別と没落する西欧』（エマニュエル・トッド、文春新書） 2016年
- 『問題は英国ではない、EUなのだ - 21世紀の新・国家論』（エマニュエル・トッド、文春新書） 2016年
- 『我々はどこから来て、今どこにいるのか？』上下 （エマニュエル・トッド、文藝春秋）2022年

#### アゴタ・クリストフ
- 『悪童日記』（アゴタ・クリストフ、早川書房） 1991年、のち文庫
- 『ふたりの証拠』（アゴタ・クリストフ、早川書房） 1991年、のち文庫
- 『第三の嘘』（アゴタ・クリストフ、早川書房） 1992年、のち文庫
- 『怪物 - アゴタ・クリストフ戯曲集』（アゴタ・クリストフ、早川書房） 1994年
- 『昨日』（アゴタ・クリストフ、早川書房） 1995年、のち文庫
- 『伝染病 - アゴタ・クリストフ戯曲集』（アゴタ・クリストフ、早川書房） 1995年
- 『どちらでもいい』（アゴタ・クリストフ、早川書房） 2006年、のち文庫
- 『文盲 - アゴタ・クリストフ自伝』（アゴタ・クリストフ、白水社） 2006年、白水Uブックス、2014年

#### アニー・エルノー
- 『ある女』（アニー・エルノー、早川書房） 1993年
- 『場所』（アニー・エルノー、早川書房） 1993年
- 『シンプルな情熱』（アニー・エルノー、早川書房） 1993年、ハヤカワ文庫、2002年
- 『凍りついた女』（アニー・エルノー、早川書房） 1995年
- 『戸外の日記』（アニー・エルノー、早川書房） 1996年
- 『嫉妬』（アニー・エルノー、菊地よしみ共訳、早川書房） 2004年、ハヤカワ文庫、2022年
- 『若い男、もうひとりの娘』（アニー・エルノー、早川書房） 2024年